# Остання справа Трента (фільм, 1929)
«Остання справа Трента» (англ. Trent's Last Case) — американський детективний фільм режисера Говарда Гоукса 1929 року.

## Сюжет
Провідний фінансист знайдений мертвим у себе вдома, детектив-аматор Філіп Трент починає розслідувати справу.

## У ролях
- Реймонд Гріффіт — Філіп Трент
- Марселін Дей — Евелін Мандерсон
- Реймонд Гаттон — Джошуа Капплс
- Дональд Крісп — Сігзбі Мандерсон
- Лоуренс Грей — Джек Марлоу
- Ніколас Сусанін — Мартін
- Аніта Гарвін — Оттіл Дюнус
- Едгар Кеннеді — інспектор Марч